# Alusa Fallax
Pour les articles homonymes, voir Blizzard.
Alusa Fallax, également connu sous le nom de Blizzard, est un groupe de rock progressif italien, originaire de Milan.

## Histoire
Le groupe est formé en octobre 1967 à Milan à partir du groupe précédent Gli Adelfi, lui-même formé par des amis de lycée Massimo Parretti aux claviers, Giancarlo Vismara et Guido Gabet aux guitares, et les frères Augusto et Guido Cirla, respectivement batteur et bassiste.
Le premier single, Dedicata a chi amo, est enregistré en 1967 à l'initiative de Cesare La Loggia, propriétaire du label local West Side (pour lequel I Trolls a également joué), qui avait demandé un arrangement de l'Intermezzo de Cavalleria rusticana de Pietro Mascagni. La face B, Charleston 1923, est née sur la vague du succès de Bonnie and Clyde. Outre la musique classique et symphonique, l'œuvre présente également des influences jazz. En 1969, après avoir terminé ses études secondaires, Giancarlo Vismara quitte le groupe, et est remplacé par le plus jeune des frères Cirla, Mario. Grâce à l'impresario Gianni Fonio de Novara, ils commencent à donner des concerts et à travailler sur leur deuxième single, qui sort sur le label West Side, dans une édition spéciale avec pochette. La chanson de la face A, Tutto passa, est tirée d'une ballade amérindienne.
Ils participent à de nombreux festivals, dont la troisième édition du Festival di musica d'avanguardia e di nuove tendenze en 1973, et lors d'un de ces événements à Naples en 1974, ils sont contactés par Cipri, directeur de Fonit Cetra, qui leur propose un contrat pour l'enregistrement de leur premier album. Intorno alla mia cattiva educazione nait alors comme un concert scénarisé et raconte l'histoire d'un personnage victime d'une éducation stricte qui se débarrasse ensuite de ses inhibitions. L'album a un succès limité, mais il est considéré comme « un album d'une profondeur artistique évidente » et l'« un des « classiques » du rock progressif italien », puis est présenté dans son intégralité lors des concerts d'ouverture de la tournée de Curved Air en 1974. Parmi les raisons de l'accueil modeste des ventes, les critiques ultérieurs citent le manque de soutien promotionnel fourni au disque, comme c'était également le cas pour d'autres groupes italiens de cette même période.
Le groupe continue à jouer dans des clubs jusqu'en 1977, date à laquelle il sort un single sous le nom de Blizzard. En 1979, le groupe se sépare et ses membres quittent la scène musicale : Guido Cirla ouvre un cabinet comptable, Augusto Cirla un cabinet d'avocats, Mario Cirla une salle de psychanalyse, Massimo Parretti un studio de son pour des productions vidéo et Guido Gabet devient ingénieur informaticien. Les albums d'Alusa Fallax, ainsi que ceux d'autres groupes similaires, font désormais partie des objets cultes d'un commerce international de collectionneurs dont l'un des marchés les plus florissants est le Japon. L'album Around My Bad Education est réédité sous format CD en 1994 et 2005 et sous format vinyle en 2008, et est réédité par Seven Seas/King au Japon.

## Membres
- Augusto Cirla - chant, batterie, flûte à bec
- Guido Cirla - basse, chant
- Mario Cirla - flûte, saxophone, cor, voix
- Massimo Parretti - clavier
- Guido Gabet - guitare, voix

## Discographie

### Albums studio
- 1974 : Intorno alla mia cattiva educazione

### Singles
- 1967 : Dedicato a chi amo/Charleston 1923
- 1969 : Tutto passa/Cade una stella
- 1977 : La Soffitta/Tu donna (sous le nom de Blizzard)